# Anego
Anego è un dorama giapponese in 10 puntate trasmesso nel 2005 da NTV e seguito da uno special conclusivo dello stesso anno. È basato sulla trama originale dell'omonimo romanzo del 2003 di Mariko Hayashi.
Il titolo si riferisce al soprannome "sorella maggiore" dato a chi è capace sempre di darti buoni consigli.
Questa storia parla dell'esistenza quotidiana della protagonista e dei suoi nascosti sogni amorosi, dei vari problemi che affliggono i suoi amici e delle sue paure del futuro.

## Trama
Naoko è una donna di 32 anni "felicemente" in carriera che sembra riuscir bene in tutto, al lavoro, nelle faccende domestiche, è quel che si dice una che se la cava. Ha però un cruccio che la tormenta, alla sua età non ha ancora trovato l'uomo che dovrebbe farla davvero felice. Vive con un po' di frustrazione la sua esistenza di persona ammodo; si sente sempre più nervosa ed avvilita, ma anche rassegnata. Intanto passa le giornate al luogo di lavoro dando buoni consigli, anche sentimentali e sempre riuscitissimi alle colleghe e poi le sere, dopo esser passata al bar per una birra in compagnia, a casa davanti alla TV. Se qualcuno la chiama via fax, sa già con certezza che non è il suo principe azzurro.
Ciò non sembra soddisfarla particolarmente; ne deduce che come realizzazione di vita è un po' scarsa. Sembra incarnar perfettamente la realtà delle donne che lavorano, ma che però si son lasciate sfuggire l'occasione per sposarsi. Il matrimonio è un po' la sua chimera, quasi quanto è l'ossessione della madre per lei, che cerca difatti in tutte le maniere di accasarla trovandosi un buon partito prima che sia troppo tardi. Anche tramite appuntamenti ad hoc.
Ha una sua bellezza naturale del tutto particolare: seria e composta, affidabile. Ha fantasie forse però un po' troppo "spinte" nei confronti del marito d'una sua amica ed ex collega di lavoro, cosa di cui si stupisce e scandalizza lei stessa per prima.
Viene considerata da tutte le dipendenti da poco arrivate come una vera e propria "sorella maggiore", sempre pronta a dispensar aiuto; ricorrono difatti a lei per farsi aiutar a risolver i loro problemi, anche privati e di cuore se ce n'è l'occasione. Anego ha effettivamente sempre una buona parola per tutti. Anche se vive con frustrazione la sua esistenza di donna ammodo. Sviluppi interessanti, però, si creeranno quando nuovi dipendenti sopraggiungeranno e tra questi, Anego potrebbe trovare l'uomo del destino.

## Protagonisti
Naoko Noda (野田 奈央子?, Noda Naoko)
Interpretata da: Ryōko Shinohara
32 anni, da più di 10 lavora (perfettamente inserita) alla sezione di gestione commerciale della sua azienda. I suoi risultati lavorativi son sempre eccellenti e di prima qualità, gode pertanto della massima fiducia, organizzando le attività di un gruppo di dipendenti del dipartimento. Gli piace, o gli si oramai attaccata indelebilmente quest'etichetta, prendersi cura degli altri: per questo motivo Akihiko la battezza con l'epiteto di Anego-sorella maggiore. Continua, a sprazzi, ad aver ancora il sogno del matrimonio. intanto è e rimane single.
Eriko Sawaki (沢木 絵里子?, Sawaki Eriko)
Interpretata da: Rie Tomosaka
30 anni. Quando lavoravano assieme, Naoko spesso si trovava a consolarla, difatti spesso piangeva disperata, per questo si son fatte molto amiche. Inizialmente Naoko diventa addirittura il suo modello, vorrebbe tanto difatti poter diventar come lei, acquisire tutta la sua capacità di giudizio e fiducia in sé stessa e nelle proprie qualità. Dopo aver lasciato l'ufficio s'è sposata, ma non pare essere particolarmente felice, soffre difatti per la lontananza dal marito, sempre meno assiduo e presente a casa, pur avendo già avuto una bella bambina. Sembra dipendere dall'amica e confidente per ogni minimo dubbio od inconveniente le capiti. Sembra un po' fragile psicologicamente, ha anche dovuto esser salvata da un tentativo di suicidio.
Akihiko Kurosawa (黒沢 明彦?, Kurosawa Akihiko)
Interpretato da: Jin Akanishi
22 anni. Uno di nuovi dipendenti, assunti a contratto; appena arrivato è stato affidato alle "cure" di Naoko. Il rapporto assiduo di vicinanza si trasformerà ben presto per lui in qualcosa di molto più intenso, fino ad innamorarsi di lei. Quando frequentava il college era un membro molto bravo del club di rugby. Alla fine viene trasferito in una sede distaccata addirittura in Mongolia.
Hiromi Kato (加藤 博美?, Katō Hiromi)
Interpretata da: Naho Toda
31 anni. Intrattiene una relazione adulterina col superiore e collega d'ufficio Sakaguchi. Ha un forte poter d'osservazione su ciò che sta avvenendo tra Akihiro e Naoko.
Kana Saotome (早乙女 加奈?, Saotome Kana)
Interpretata da: Sayaka Yamaguchi
Dipendente a tempo determinato del reparto. Fa un po' la parte dell'avvocato del diavolo in ogni situazione.
Wataru Tachibana (立花 渡?, Tachibana Wataru)
Interpretato da: Makiya Yamaguchi
29 anni. Uno dei nuovi dipendenti trasferiti al reparto di strategia aziendale, assieme ad Akihiro; lo stesso di Naoko. La sua popolarità tra le dipendenti di sesso femminile è sempre molto elevata, avrà una breve storia con Kana.
Saki Nakano (中野 沙希?, Nakano Saki)
Interpretato da: Miho Konishi
24 anni. Anche se di solito timida e molto tranquilla, in rare situazioni ha dei brevi momenti d'esplosione emotiva.
Koichi Miyamoto (宮本 浩一?, Miyamoto Kōichi)
Interpretato da: Minoru Tanaka
Un autentico donnaiolo, ha lasciato Hiromi non appena s'è presentata un'occasione più favorevole per lui.
Shigeta Noda (野田 茂太?, Noda Shigeta)
Interpretato da: Bengal
58 anni. Padre di Naoko, ad un certo punto è convinto che la figlia abbia per amante un ragazzo più giovane di lei di ben dieci anni, fatto questo che rifiuta assolutamente; poi che abbia una relazione con un uomo sposato. col tempo capirà cosa significano veramente i sentimenti che Naoko esprime ed accetterà le scelte, quali che siano, della figlia. Un tipo tranquillo e rigoroso.
Tsukasa Sakaguchi (阪口 司?, Sakaguchi Tsukasa)
Interpretato da: Takeshi Masu
49 anni. Direttore di strategia aziendale, confida in Naoko in tutto e per tutto, di cui è sempre entusiasta: ha la massima fiducia in lei, non potrebbe mai deluderlo. Da tempo intrattiene una relazione adulterina di fatto con Hiromi.
Atsuko Noda (野田 厚子?, Noda Atsuko)
Interpretata da: Yuki Saori
56 anni, madre di Naoko. Spera ancora di poter riuscire a veder presto la figlia felicemente sposata; è una donna socievole ed ottimista, con un ritmo di comprensione suo proprio.
Shoichi Sawaki (沢木 翔一?, Sawaki Shōichi)
Interpretato da: Masaya Katō
39 anni. Marito di Eriko, cade in uno storia d'amore impossibile con Naoko conosciuta tramite la moglie. Lavora come consulente aziendale.

### Altri
- Yoshikazu Kotani
- Kaori Yamaguchi
- Kenichi Yajima
- Asami Mizukawa: compare nell'episodio 10

## Episodi
| Nº      | Giapponese 「Kanji」 - Rōmaji | In onda          | In onda |
| Nº      | Giapponese 「Kanji」 - Rōmaji | Giapponese       |         |
| 1       | 「合コンの掟…夫に短し彼氏に長し!30路の男選びは涙モノ」 - Gōkon no okite... otto ni mijikashi kareshi ni nagashi!30 michi no otoko erabi ha namida mono | 20 aprile 2005   |         |
| 2       | 「アネゴの正義…いい女は幸せになれない」 - Anego no seigi... ii onna ha shiawase ninarenai | 27 aprile 2005   |         |
| 3       | 「年下の男…人生青春デートは涙の味」 - Toshishita no otoko... jinsei seishun deto ha namida no aji | 4 maggio 2005    |         |
| 4       | 「結婚の条件…男を選ぶ直感と愛する才能」 - Kekkon no jōken... otoko wo erabu chokkan to aisu ru sainō | 11 maggio 2005   |         |
| 5       | 「プロポーズ…つのる思い・憧れの妻の座」 - Puropōzu... tsunoru omoi. akogare no tsuma no za | 18 maggio 2005   |         |
| 6       | 「甘い生活…悲願の昇進試験!師は年下男」 - Amai seikatsu... higan no shōshin shiken! shi ha toshishita otoko | 25 maggio 2005   |         |
| 7       | 「傷心…決意の誕生日、小心者にサヨナラ」 - Shōshin... ketsui no tanjōbi, shōshinmono ni sayonara | 1º giugno 2005   |         |
| 8       | 「運命の男…三度目の奇跡は偶然?禁断の恋」 - Unmei no otoko... sandome no kiseki ha gūzen? kindan no koi | 8 giugno 2005    |         |
| 9       | 「罪と罰…友を裏切り笑顔失い幸せ追うの?」 - Tsumi to batsu... tomo wo uragiri egao ushinai shiawase ō no? | 15 giugno 2005   |         |
| 10      | 「一歩前に…アネゴ的ケジメ&新たな幸せへの序章…涙の別れ」 - Ippomae ni... anego teki kejime & arata na shiawase heno joshō... namida no wakare | 22 giugno 2005   |         |
| Special | 「今年の見納め!戦略部女子大忘年会でアネゴの恋と仕事を大反省会! ところが新たな恋人出現…Drコパの風水で、2005年駆け込み結婚の結末は…」 - Konnen no miosame! senryaku bu joshidai bōnenkai de anego no koi to shigoto wo dai hanseikai! Tokoroga arata na koibito shutsugen... Dr kopa no kaze mizu de, 2005 nen kakekomi kekkon no ketsumatsu ha... | 28 dicembre 2005 |         |